# Људски глас
Људски глас се састоји од звука који производи људско биће користећи вокални тракт, укључујући разговор, певање, смех, плач, вриску, вику, пјевушење или викање. Фреквенција људског гласа је посебно део људске производње звука у којој су вокални набори (гласне жице) примарни извор звука. (Други механизми за производњу звука произведени из истог општег дела тела укључују производњу незвучних сугласника, кликове, звиждање и шапат.)
Уопштено говорећи, механизам за генерисање људског гласа може се поделити на три дела; плућа, вокалне наборе унутар ларинкса (гласовне кутије) и артикулаторе. Плућа, "пумпа" морају произвести адекватан проток ваздуха и ваздушни притисак да вибрирају гласне наборе. Гласнице (гласне жице) тада вибрирају да би искористиле проток ваздуха из плућа за стварање звучних импулса који формирају извор звука у ларинксу. Мишићи ларинкса прилагођавају дужину и напетост вокалних набора како би „фино подесили” висину и тон. Артикулатори (делови вокалног тракта изнад ларинкса који се састоје од језика, непца, образа, усана, итд.) артикулишу и филтрирају звук који излази из ларинкса и до извесног степена могу да ступе у интеракцију са протоком ваздуха у ларинксу како би га ојачали или ослабили као извор звука.
Гласнице, у комбинацији са артикулаторима, могу да произведу веома сложене низове звукова. Тон гласа може бити модулисан да би указао на емоције као што су бес, изненађење, страх, срећа или туга. Људски глас се користи за изражавање емоција, а такође може открити старост и пол говорника. Певачи користе људски глас као инструмент за стварање музике.